# Waldbach (Grießbach)
Der Waldbach ist über den Grießbach ein rechter Nebenbach der Großache (auch: Kössener Ache, Tiroler Achen) im Bezirk Kitzbühel, Tirol, zwischen den Chiemgauer Alpen im Norden und den Loferer und Leoganger Steinbergen im Süden.

## Lauf und Landschaft
Der Flusslauf ist ein breites Trogtal zwischen etwa 750 und 620 m ü. A. Das Tal wird Innerwald genannt und ist die natürliche ost–west-laufende Fortsetzung des Strubtals, von der Talwasserscheide bei Waidring bis Erpfendorf im Leukental an der Großache. Es gliedert das Fellhorn (1765 m ü. A.) im Norden gegen den Kirchbergstock (Wallerberg 1682 m ü. A.) im Süden und wird mit dem Strubtal im Allgemeinen als Südgrenze der Chiemgauer Alpen gegen die Loferer und Leoganger Steinberge gesehen. Hier verläuft die Loferer Straße (B 178).
Der etwa 4 Kilometer lange Bach entsteht aus zwei Quellbächen bei Waidring-Enthgrieß (755 m ü. A.):
- Steingassergrabenbach entspringt auf 1071 m ü. A. (⊙) zwischen der Steinplatte (1869 m ü. A.) und dem Fellhorn im Gemeindegebiet von Waidring. Er durchfließt südwärts den Waidringer Ortsteil Mühlau (850 m ü. A.) mit Alpbach (Gleissenbach von links) und erreicht bei Hausergasse den Talzug des Strubtals, wo er scharf westwärts umknickt und die eine Seite des Talwasserscheide bei Waidring bildet, der Haselbach (Loferbach, Strubache) zur salzburgischen Saalach die andere. Hier mündet der Grünwaldgraben links über die Orte Auergasse und Schredergasse von nahe der Wasserscheide, einem Feuchtwiesengebiet.
- Moratalbach rechts aus dem Moratal, einem weiten Hochtal am Fellhorn

Im Verlauf folgen der Kloibentalbach links vom Hochgründberg im Kirchbergmassiv, 1495 m ü. A., der Ort Reiterdörfl (773 m ü. A.) oberhalb des Talgrunds, und der Mühltalbach beim Ort Mühltal aus dem Lassgraben, mit dem Wasserfall Haslerschlucht.
Der Waldbach tritt in eine kurze Talenge ein, bei Rudersberg erreicht der Bach das Gemeindegebiet von Kirchdorf. Es münden noch der Krintalbach mit dem Froidgraben rechts vom Fellhornfuß, und der Schaderbach und der Böckstättgraben von links aus den Schattseitwäldern. Bei den Orten Schwaben und Völkl, wo das Tal dann schon in die weite Talung der Großache als Randbereich des Tiroler Sankt Johanner Beckens übergeht, mündet der Waldbach in den Grießbach, der selbst nach weiteren 1½ Kilometern nahe Erpfendorf in die Großache mündet.